# 危地马拉历史
危地马拉历史源于在公元前18000至11000年人类在此定居。在哥伦布来到之前，与外界接触不多的中美洲仍有文明不断发展和繁荣。在公元前2000年至250年，玛雅文明在中美洲的危地马拉占主导。

## 哥伦布前时代

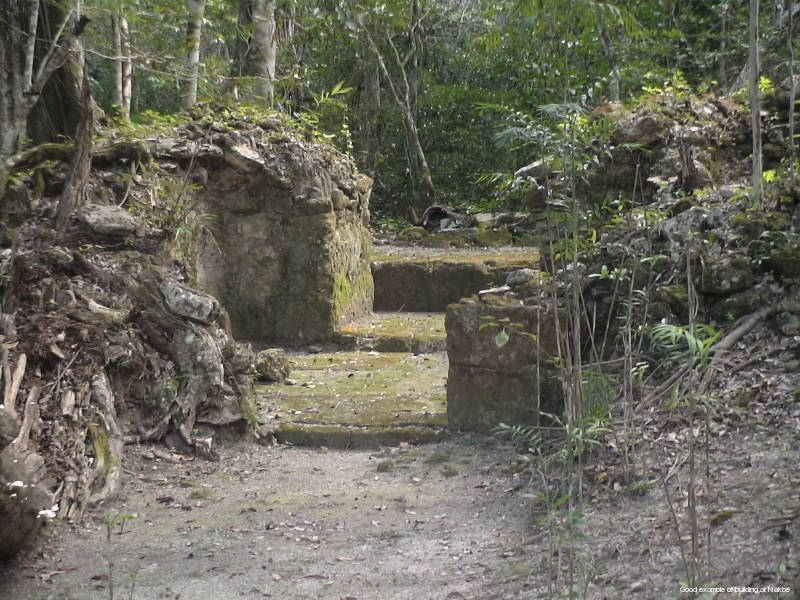
Nakbé遗迹，位于今天的危地马拉貝登省的Mirador盆地。

早期来到中美洲的人们从事狩猎和采集。时间追溯到公元前6500年，在高地的基切和中美洲沿海海岸的发现可以证明这些。
危地马拉的前哥伦布时代可分为前古典时期（从公元前2000年到公元250年），古典时期（250〜公元900年）和后古典时期（900〜1500年）。
从4世纪到10世纪瓜地馬拉的佩滕低地地区是玛雅文化的中心。这个时期的特点是城市建设的扩大，独立城邦的发展，并与其他中美洲文化的接触。这一直持续到约公元900年，古典玛雅文明的崩溃。玛雅人放弃了许多中央低地的城市或在干旱导致的饥荒死亡。10世纪末低地地区的玛雅文化消失后在中央高地地区仍然存在。

## 征服时代

16世纪时的中部美洲，此时西班牙人尚未占领此地

1524年西班牙人来到瓜地馬拉，摧毁了当地的玛雅文化并开始殖民瓜地馬拉。由于西班牙殖民者的消灭政策，几乎所有此前的玛雅书籍都遭销毁殆盡，僅少數殘存至今。

## 19世纪
1821年9月15日瓜地馬拉等中美洲國家宣布脱离西班牙統治。1824年到1839年瓜地馬拉為中美洲联邦的一员，直到1840年瓜地馬拉才完全独立。
1841年到1871年何塞·拉斐爾·卡雷拉·圖爾西奧斯及其之後的保守派人士组织瓜地馬拉政府。他们為保護自身利益，试图保留殖民时期留下来的等级制度，並不重視国家经济现代化。
1871年胡斯托·魯菲諾·巴里奧斯·奧延的自由黨政權開始執政到1944年国家才開始致力於经济现代化。同时美國主導的联合果品公司也開始收購瓜地馬拉大面积的咖啡和香蕉庄园並介入瓜地馬拉的政治。

## 20世纪初期
美国联合果品公司（UFC）从1901年开始成为危地马拉的主要力量。那时危地马拉的总统职位长期由曼努埃尔·埃斯特拉达·卡布雷拉和豪爾赫·烏維科将军担任。在20世纪30年代乌维科的独裁统治时期，他鼓励外国投资，尤其是对联合果品公司扩大特殊照顾。

## 10年春天（1944年——1954年）
1944年十月革命后前独裁者烏維科被推翻，瓜地馬拉實行民主與言論自由，瓜地馬拉史上第一部保护工人利益的法律生效，1950年到1954年执政的瑞士裔哈科沃·阿本斯总统施行了土地改革。当时僅全国人口2%的大地主卻佔有全国约70%的可耕地，而阿本斯開出土地改革的支票，承諾買下大地主持有的土地並重新分配給小農。阿本斯以此贏得選舉，土地改革計畫也立刻實行。針對擁有土地大於223英畝的地主，只要有未用於生產的土地便要徵收。最後從1059個農場徵收了平均4300英畝的土地，約有十萬名農民得到這些土地的所有權。

## 1954年政变
联合果品公司在瓜地馬拉拥有其最大的庄园，而且还拥有中美洲国际铁路公司和瓜地馬拉仅有的一个海港。在联合果品公司的驱使下，美国外交部开始对瓜地馬拉展开宣传战，以反共的名義打擊阿本斯政權。中央情报局与瓜地馬拉军隊中的反对派合作，展开了所謂Operation PBSUCCESS的行动。1954年阿本斯政權被推翻，阿本斯總統流亡海外，卡斯蒂略·阿马斯成为新的独裁者。阿马斯新政府立刻廢除前阿本斯政府所作的改革。1957年阿马斯被刺，諷刺的是他的继承人是一个在40年代独裁政府中就已经以其血腥出名的军人米格爾·伊迪戈拉斯·富恩特斯。

## 内战（1960年—1996年）
不满阿本斯政權被推翻的农民组织了一支游击队，開始與政府軍展開長達36年的內戰，直到1996年交戰雙方才签署一份和平条约，正式结束內戰。这场內战中約數十万人丧生，上百万人流离失所。瓜地馬拉军队对原住民玛雅人的迫害近似种族灭绝，仅1982年9月里奧斯·蒙特當政時期就有9000位玛雅人慘遭杀害。1983年起瓜地馬拉政府逐步减少迫害原住民，国家重啟民主化歷程，1985年重新舉行大选。但全国人民贫富不均的现象依然没法解决，今天僅佔1%的少數人卻拥有瓜地馬拉60%以上的可耕地和财富。

## 1996年和平协定至今
在1999年11月7日，危地马拉举行的总统选举中，阿方索·波蒂略当选为总统。在2007年总统选举中，中间偏左的阿尔瓦罗·科洛姆胜出。